# Йоцтал
Йоцтал (на немски: Ötztal) е долина в Алпите, гранична между Йоцталските Алпи (на които дава името) и Щубайските Алпи. Намира се в провинция Тирол в Австрия
Отворена е на север и е дълга 65 км. През нея тече река Йоцталер Ахе - приток на Ин, в който се влива в самия край на долината, на около 50 км западно от Инсбрук.
Тя е ледникова долина с типичната U-образна форма (стръмни склонове, заравнено дъно), която предлага идилични гледки на множеството туристи. В южния ѝ край се намира проходът Тимелсьох, през който се стига до град Мерано в Италия.
В северния край е селото Йоц, на което е наречена долината. Най-важното селище обаче е зимният курорт Зьолден – най-големият в Австрия. Годишно той се посещава от 1,1 млн. туристи, а в цялата долина пристигат между 1,5 и 1,7 млн. души
През 1991 г. в южния край на Йоцтал (на самата австро-италианска граница) германски туристи откриват в ледник мумия на човек, живял преди 5300 г. Това е известният Йоци. Изследванията върху него дават важна информация за начина на живот през халколита.